# Lex Canuleia
Закон Канулея (лат. Lex Canuleia) — закон, запропонований народним трибуном Гаєм Канулеєм у 445 році до н. е., який скасував одне з положень XII таблиць у сфері сімейного права, а також стосувався дозволу плебеїв до консулату.

## Передумови
За законами XII таблиць, прийнятих у 450 році до Р.Х у п.2 XI таблиці була прописана заборона на змішані шлюби між плебеями і патриціями.
“Не повинно бути шлюбів між плебеями і патриціями”.
Прийняття даного закону стосувалося забезпеченню інтересів патриціанського класу, який не бажав втрачати своє привілейоване становище у Римі. Адже, передусім вбачав у змішаному потомстві загрозу своїй політичній, релігійні владі і благословенню. Плебеї таким становищем були незадоволені, в результаті чого відбулося велике повстання та зміна політичної влади.
“В результаті несправедливості цих правителів сталося велике повстання, за яким послідувала повна зміна влади. Бо децемвіри додали дві таблиці несправедливих законів, серед яких був один, що найжорстокіше забороняв шлюби між плебеями і патриціями.”

## Плебісцит
Щоб зменшити соціальну напругу в Римі у 445 році до Р.Х народний трибун Гай Канулей запропонував рогацію, яка полягала в скасуванні даного закону. Реакція консулів Марка Генуція Авгуріна і Гая Курція Філона на дану пропозицію була вкрай негативною. Зокрема, історик Тіт Лівій зазначав, що для патриціїв неуспішна війна була пріоритетнішою ніж компроміс з плебеями:
“Тому-то вони зраділи, почувши про відпадання ардейського народу, скривдженого відібранням у нього землі, про спустошення кордонів римської території вейентами і про хвилювання вольсків і еквів, з приводу зведення укріплень навколо міста Верруго: до такої міри патриції віддавали перевагу хоча б і невдалій війні, а не миру, що принижує їхню гідність.” 
Загрозою зовнішньої небезпеки і набором до армії патриції намагались покінчити з вимогами плебеїв, але народний трибун Гай Канулей чітко зазначив, що допоки  вимоги не будуть схвалені, на військовий набір консули можуть не сподіватись:
"Якщо хтось буде перешкоджати цим заходам, ви можете говорити про війни і перебільшувати їх чутками, ніхто не буде брати до рук зброю, ніхто не буде воювати за панів, з якими вони не мають у публічному житті ніякого партнерства в почестях, а в приватному житті ніякого права на шлюб".
У своїй промові народний трибун нагадав, що сенат надає громадянство переможеним народам Риму, але не схвалює шлюби серед плебеїв і патриціїв:
"В одному з цих законів ми вимагаємо права на шлюб, право, яке зазвичай надається сусідам та іноземцям - адже ми надали громадянство, яке є чимось більшим, ніж шлюб, навіть підкореному ворогові, - в іншому ми не пропонуємо нічого нового, а просто вимагаємо повернути те, що належить народові, і стверджуємо, що римський народ повинен віддавати свої почесті тому, кому він захоче."
Також Канулей нагадав про значний внесок представників не патриціанського класу в розвиток Риму і запрпонував інституцію плебейського консула:
"Сервій Туллій, позашлюбний син рабині, захопленої в Корнікулі, отримав корону завдяки власним заслугам і здібностям? Навіщо мені згадувати сабінянина Тита Тація, з яким сам Ромул, Батько міста, розділив свій трон? [13] Допоки не відкидався жоден клас людей, які мали видатні заслуги, римське панування зростало. Тож чи варто з огидою ставитися до плебейського консула, коли наші предки не відчували відрази до чужинців, які були їхніми царями?"
Після промови Канулея почались дискусії. Консули зазначили, що причиною за якої вони не можуть піти на поступки плебеям-це загроза втрати благословення:
"Він (консул Курцій) сказав, що ніхто з плебеїв не посвячений у ауспіції,через що децемвіри і заборонили їм шлюби з патриціями, щоб сумнівне потомство не похитнуло чину обряду."

## Наслідки
Тези Консула Курція викликали невдоволення плебеїв, що спричинило великі соціальні хвилювання. Щоб їм запобігти, консули пішли на поступки, надавши право плебеям одружуватись з патриціями. Таким чином, соціальна нерівність в Римі зменшилася.
Вони(Консули) погодилися на ухвалення закону про шлюбні зв'язки.
Вимоги плебеїв у сфері обрання в консулат були відхилені, був знайдений компроміс, де військових трибунів з консульською владою могли обирати як із плебеїв, так і патриціїв.Наслідком цього, стане збільшення доступу плебеям до консульських посад 
Результатом цих нарад був дозвіл обирати військових трибунів із консульською владою спільно з патриціїв і плебеїв.

## Додаткова література
- Cartwright, Mark. "Twelve Tables." World History Encyclopedia. World History Encyclopedia, 11 Apr 2016. Web. 26 May 2023.
- Lewis Webb, "lex Canuleia", in Oxford Classical Dictionary (Oxford University Press, 2021)
- di W. BLÖSEL, Roma: l’età repubblicana. Forum ed espansione del dominio (trad. it. a cura di U. COLLA), Torino 2016, pp. 24-35.